# ساي بلوك
ساي بلوك (بالإنجليزية: Cy Block)‏ هو لاعب كرة قاعدة أمريكي، ولد في 4 مايو 1919 في بروكلين في الولايات المتحدة، وتوفي في 22 سبتمبر 2004 في مانهاست في الولايات المتحدة بسبب مرض آلزهايمر.